# Richardson-ürge
A Richardson-ürge (Urocitellus richardsonii) az emlősök (Mammalia) osztályának a rágcsálók (Rodentia) rendjébe, ezen belül a mókusfélék (Sciuridae) családjába és a földimókusformák (Xerinae) alcsaládjába tartozó faj.
Többféle néven is emlegetik őket, hívják észak-amerikai földimókusnak vagy ürgemókusnak is őket, valamint latin neve után Richardson-ürgemókusnak is.

## Rendszertani eltérés
A legújabb DNS vizsgálatok alapján, a korábban alnemként kezelt taxonokat nemi rangra emelték. Tehát az Urocitellus alnem tagjai manapság többé nem tartoznak az ürge (Spermophilus) nembe.

## Előfordulása
Alberta, Saskatchewan, és Manitoba tartományok Kanadában, az Egyesült Államokban Montana állam egyes részein, Észak-Dakota, Dél-Dakota és Minnesota államban él.
Prériken honos.

## Megjelenése
A kifejlett egyedek 30–35 centiméter hosszúak, 7–8 centiméteres „körméretűek”, és 200–400 gramm súlyúak.  A nőstények kisebbek és könnyebbek.
Két a normálistól eltérő színváltozatot ismernek, albínót, és fekete hiperpigmentáltat.

## Szaporodása
Március közepén párosodnak, 28–31 napi vemhesség után 4–8 kölyköknek ad életet. Általában 6 hétig szopnak a kicsik, utána leválaszthatók. 1 éves koruk körül lesznek ivarérettek.

## Tartása

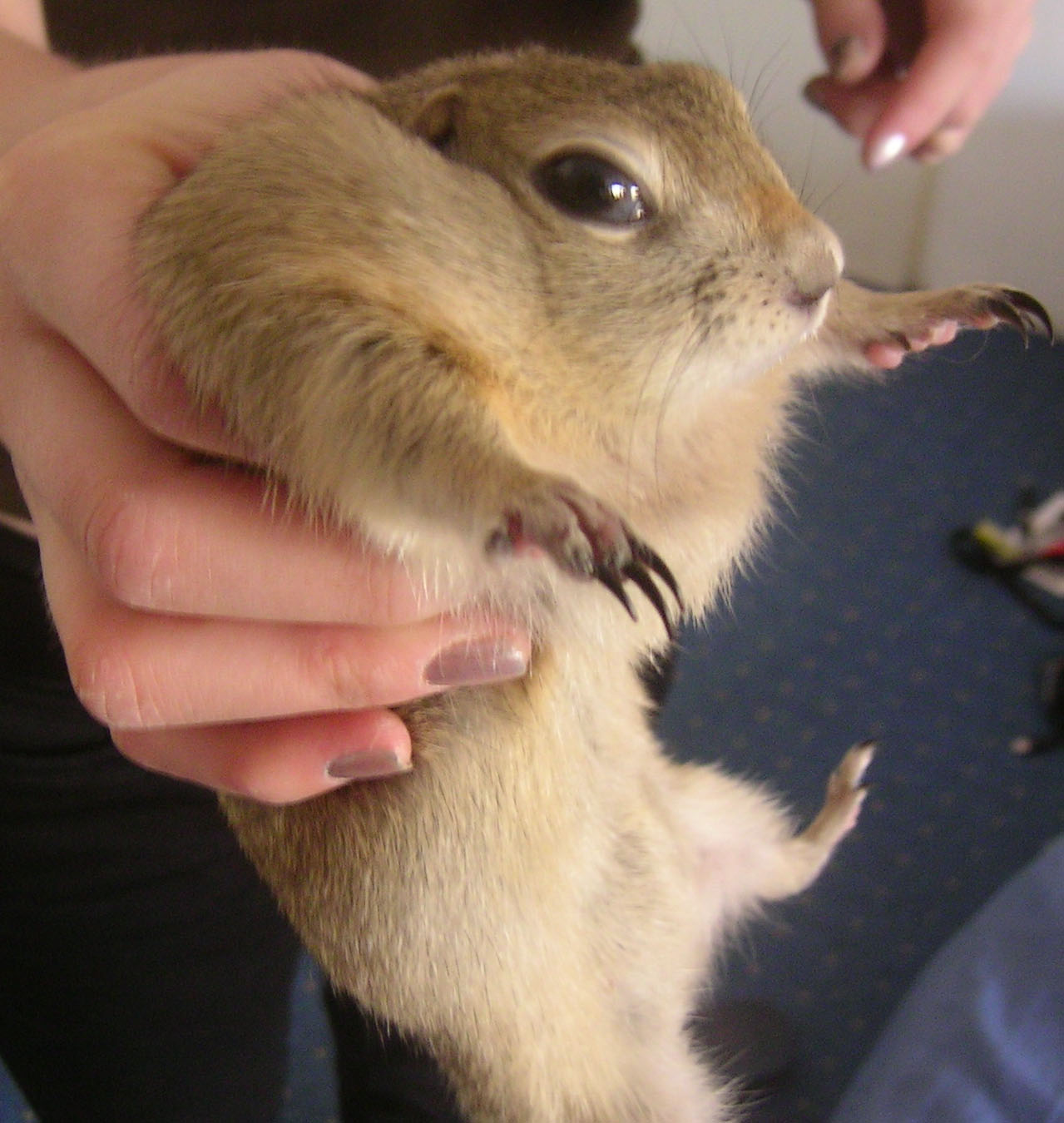

Az emberrel már kis koruktól kezdve bizalmas természetűek, elég hamar elfogadják a kézből felkínált eleségeket. Szelídítésüket kicsi kortól meg kell kezdeni, főként a hasukon keresztül lehet a szívüket elérni. Kíváncsi, okos állatok, így lakhelyüket körültekintően kell elkészíteni, ha azt szeretnénk, hogy a nekik kijelölt területen maradjanak.
Táplálékuk magkeverékből (kukorica, búza, fehér és világos csíkos napraforgó, zab, árpa, borsó, rozs, négermag), száraz macskatápból, különféle gyümölcsökből (például alma, narancs, banán, sárgarépa, cseresznye, málna stb.) és zöldfélékből (sárgarépa, saláta stb.), fűből, pitypanglevélből, valamint lisztkukacból, gyászbogárlárvából, tücsökből, szöcskéből, sáskából áll. Egymással különféle füttyjelekkel, morgó hangokkal kommunikálnak.
Jól bírják a hideget, így szabadban is teleltethetők. Párban vagy kisebb kolóniában tarthatók. Kisebb helyen 1 hímet (nem többet, mert a hímek ivarérettségük közeledtével csúnyán összeverekedhetnek) 2–3 nősténnyel, de nagyobb helyen, ahogy nagyobb tenyészetekben is tartják őket, 2–3 hímet 10–12 nősténnyel. Azonban ilyen kolóniát csak nagy helyen, minimum 3*3 méteres területen szabad együtt tartani, ahol kitérhetnek egymás elől. Ha ketrecben tartjuk őket, akkor odút kell biztosítani számukra. A ketrecet a földön kell elhelyezni, legjobb a lapos, szélesebb kivitel, alacsony bebújónyílással. Az odújukat szénával bélelik, szájukban hordják be a bélelőanyagot. Ha kinn tartjuk őket, akkor novembertől február végéig, március elejéig téli álmot alszanak. Ilyenkor egy jól szigetelt odút igényelnek, nehogy megfagyjanak. A szabadban földbe vájt üregekben alszanak. Kézbe véve őket nem harapnak, simogathatók, barátságos természetűek.
Magyarországon viszonylag új, kevéssé ismert faj. Még csak néhány tenyésztő foglalkozik tartásukkal. Állatkereskedésekben szinte lehetetlen találni őket, és ha vannak is, a tenyésztői ár többszöröséért lehet őket megvenni.